# Aphroditella hastata
Aphroditella hastata är en ringmaskart som först beskrevs av Moore 1905.  Aphroditella hastata ingår i släktet Aphroditella och familjen Aphroditidae. Inga underarter finns listade i Catalogue of Life.